# سيتوبلازم

صورة خلية حيوانية، تظهر مختلف مكوناتها. (1) النويّة (2) النواة (3) الجسيم الريبي (4) حويصلة (5) الشبيكة الهيولية الخشنة (6) جهاز غولجي (7) الغشاء الخلوي (8) الشبيكة الهيولية الملساء (9) الحبيبة الخيطيّة (10) فجوة (11) العصارة الخلوية و هي الجزء السائل من السيتوبلازم الذي تسبح ضمنه العضيات(12) الجسيم الحالّ (13) المريكز.

السَّيْتُوبْلَازْم أو الهَيولى أو الحَشْوَةُ أو الجِبْلَةُ أو السَّايْتُوبْلَازْم (بالإنجليزية: Cytoplasm) في علم الأحياء هي كلُّ المواد داخل الخلية ويحيط بها الغشاء الخلوي، باستثناء نواة الخلية في خلايا حقيقيات النوى (بالإنجليزية: Eukaryotic cells)، أمَّا في الخلايا بدائيات النوى (بالإنجليزية: Prokaryotic cells) فلا يوجد نواة مُحدَّدة بغشاء نووي، ولذلك فإنَّ تعريف السيتوبلازم يمتدُّ ليشمل المادة الوراثية للخلية في خلايا بدائيات النوى. تُسمَّى المادة الموجودة داخل النواة والمحتوات ضمن الغشاء النووي بالبلازما النووية (بالإنجليزية: Nucleoplasm). المكوِّنات الرئيسية للسيتوبلازم هي: العصارة الخلوية (بالإنجليزية: Cytosol)، وهي مادة شبه هلامية تُمَثِّل المكوِّن السائل للسيتوبلازم، والعُضَيّات (بالإنجليزية: Organelles) وهي التراكيب الثانوية داخل الخلية، ومُكْتَنَفات سيتوبلازمية (Cytoplasmic inclusions) عديدة هي بنى صغيرة ثمثل عمومًا ترسبات سكرية ودسمة وأصبغة. يشكل الماء قرابة 80٪ من السيتوبلازم وعادة ما تكون عديمة اللون، كما تحوي الأملاح والبروتينات.
تحدث معظم الأنشطة الخلوية داخل السيتوبلازم، مثل العديد من السبل الاستقلابية بما في ذلك تحلل الغلوكوز (glycolysis) من أجل تزويد الخلية بالطاقة، وتخليق البروتينات (protein synthesis) في الريبوزومات، وتخليق الحموض الدهنية ( fatty acids synthesis). علاوةً على ذلك، فإن السيتوبلازم تشكل الوسط الذي ينتشر فيه الأوكسجين وثنائي أوكسيد الكربون من وإلى الخلية، كما تنتشر عبرها الشواردُ والموادُّ ذات الوزن الجزيئي المنخفض والموادُ الاستقلابية والفضلاتُ، إما بشكلٍ حرٍّ أو مرتبطةً مع البروتينات الداخلة والخارجة من العضيّات التي تستخدمها أو تنتجها. كما تجري في الستوبلازم عمليات خلوية مهمة مثل الانقسام الخلوي. بالإضافة إلى احتواء السيتوبلازم على الهيكل الخلوي (cytoskeleton) الذي يدعم الخلية ويعطيها شكلها وحركتها.

## التاريخ
قام رودولف فون كوليكر Rudolf von Kölliker بإطلاق مصطلح السيتوبلازم أول مرة عام 1863، في الأصل مرادفًا لمصطلح بروتوبلازم (protoplasm)، ولكن فيما بعد أصبح يعني مادة الخلية والعضيات الموجودة خارج النواة وضمن الغشاء الخلوي.
كان هناك بعض الخلاف حول تعريف السيتوبلازم، حيث يفضل بعض المؤلفين استبعاد بعض العضيات منه، خاصة الفجوات (vacuoles)  وأحيانًا البلاستيدات (plastids).

## الطبيعة الفيزيائية
يلعب تدفق مكونات السيتوبلازم دورًا مهمًا في العديد من الوظائف الخلوية، والتي تعتمد بدورها على نفاذية السيتوبلازم. التأشيرُ الخلوي (cellular signaling) - وهو عملية تعتمد على الطريقة التي يُسمح فيها لجزيئات الإشارة بالانتشار عبر الخلية. مثالًا على أهمية النفوذية، فبينما تستطيع الجزيئات المؤشرة الصغيرة مثل أيونات الكالسيوم الانتشارَ بسهولة، غالبًا ما تتطلب الجزيئات الأكبر والهياكل دون الخلوية المساعدة في التحرك عبر السيتوبلازم. هناك عدة نظريات حول طبيعة السيتوبلازم:

### نظرية محلول-هلام
لطالما كان هناك دليل على أن السيتوبلازم تتصرف تصرف محلول-هلام ( Sol-gel theory) .  يُعتقد أن جزيئات وهياكل السيتوبلازم تتصرف في بعض الأحيان مثل محلول غرواني مضطرب (محلول أو solution)، وفي أوقات أخرى مثل شبكة متكاملة تشكل كتلة صلبة (هلام أو gel). تقترح هذه النظرية بالتالي أن السيتوبلازم موجودة في أطوار سائلة وصلبة متميزة  اعتمادًا على مستوى التفاعل بين مكونات السيتوبلازم، مما قد يفسر الديناميكيات التفاضلية للجسيمات المختلفة التي لوحظت تتحرك عبر السيتوبلازم. اقترحت بعض الدراسات أن السيتوبلازم تتصرف كسائل على مقياس طول أصغر من 100 نانومتر، بينما تتصرف كهلام في مقياس الطول الأكبر.

### نظرية الزجاج
اقتُرح مؤخرًا أن السيتوبلازم يتصرف مثل سائل مكون للزجاج  يقترب من التزجج ( glass transition). تقترح هذه النظرية (Glass theory) أن زيادة  تركيز المكونات السيتوبلازمية ، يؤدي إلى تراجع تصرف السيتوبلازم كسائل وزيادة تصرفها كزجاج صلب، مجمدةً مكونات السيتوبلازم الأكبر في مكانها (يُعتقد أن نشاط التمثيل الغذائي للخلية قادر على تسييل السيتوبلازم للسماح بحركة المكونات السيتوبلازمية الأكبر). قد تكون قدرة الخلية على التزجيج في غياب النشاط الاستقلابي، كما هو الحال في فترات السكون، مفيدة كاستراتيجية دفاعية. سوف يجمد السيتوبلازم الزجاجي الصلب الهياكل تحت الخلوية في مكانها، مما يمنع الضرر، بينما يسمح بنقل البروتينات الصغيرة جدًا والمُسْتَقْلَبات، مما يساعد على بدء النمو عند إحياء الخلية من السكون.

### وجهات نظر أخرى
كان هناك أبحاث يدرس حركة جسيمات السيتوبلازم بشكل مستقل عن طبيعة السيتوبلازم. في هذا النهج البديل، تفسِّرُ القوى العشوائيةُ الكليةُ داخل الخلية التي تسببها البروتينات الحركية الحركة غير البراونية للمكونات السيتوبلازمية.

## المكونات
العناصر الثلاثة الرئيسية للسيتوبلازم في الخلايا هي العصارة الخلوية ( cytosol)، والعُضَيّات (organelles) والمُكْتَنَفات السيتوبلازمية (Cytoplasmic inclusions).

### العصارة الخلوية

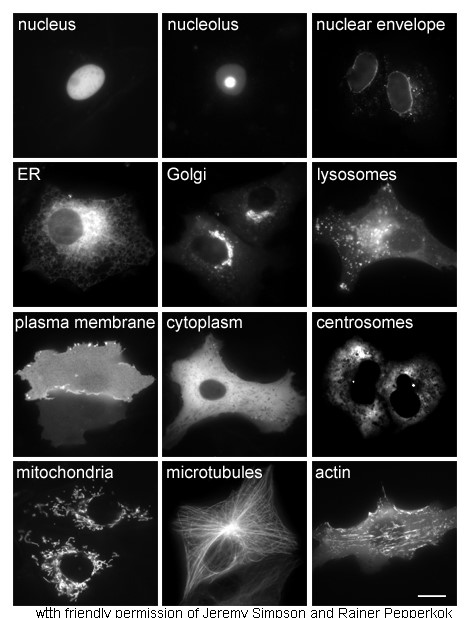
البروتينات في الأجزاء و البنى الخلوية المختلفة، موسومةً بالبروتين المفلور الأخضر.

العصارةُ الخلويةُ (cytosol) هي الجزء من السيتوبلازم غير الموجود داخل العضيات الغشائية. و تسمى أيضًا المطرق السيتوبلازمي (cytoplasmic matrix)، والبلازما الأساسية أو الغراوندبلازم (groundplasm). تشكل العصارة الخلوية حوالي 70٪ من حجم الخلية، وهي خليط معقد من: خيوط الهيكل الخلوي، والجزيئات المُنْحَلَّة، والماء. تشمل خيوطُ العصارة الخلوية خيوطَ البروتين مثل خيوط الأكتين (actin filaments) والأنابيب الدقيقة (microtubuleas) التي تشكل مجتمعةً الهيكلَ الخلوي. نجد في العصارة الخلوية الشوارد كالصوديوم والبوتاسيوم والكالسيوم، والجزيئات العضوية كالبروتينات والسكريات والدسم، والبنى الصغيرة مثل الريبوسومات (ribosomes) والبروتيازومات أو الجسيمات المحلِّلة للبروتين (proteasomes). ومعقدات السرداب (vault complexes) الغامضة.

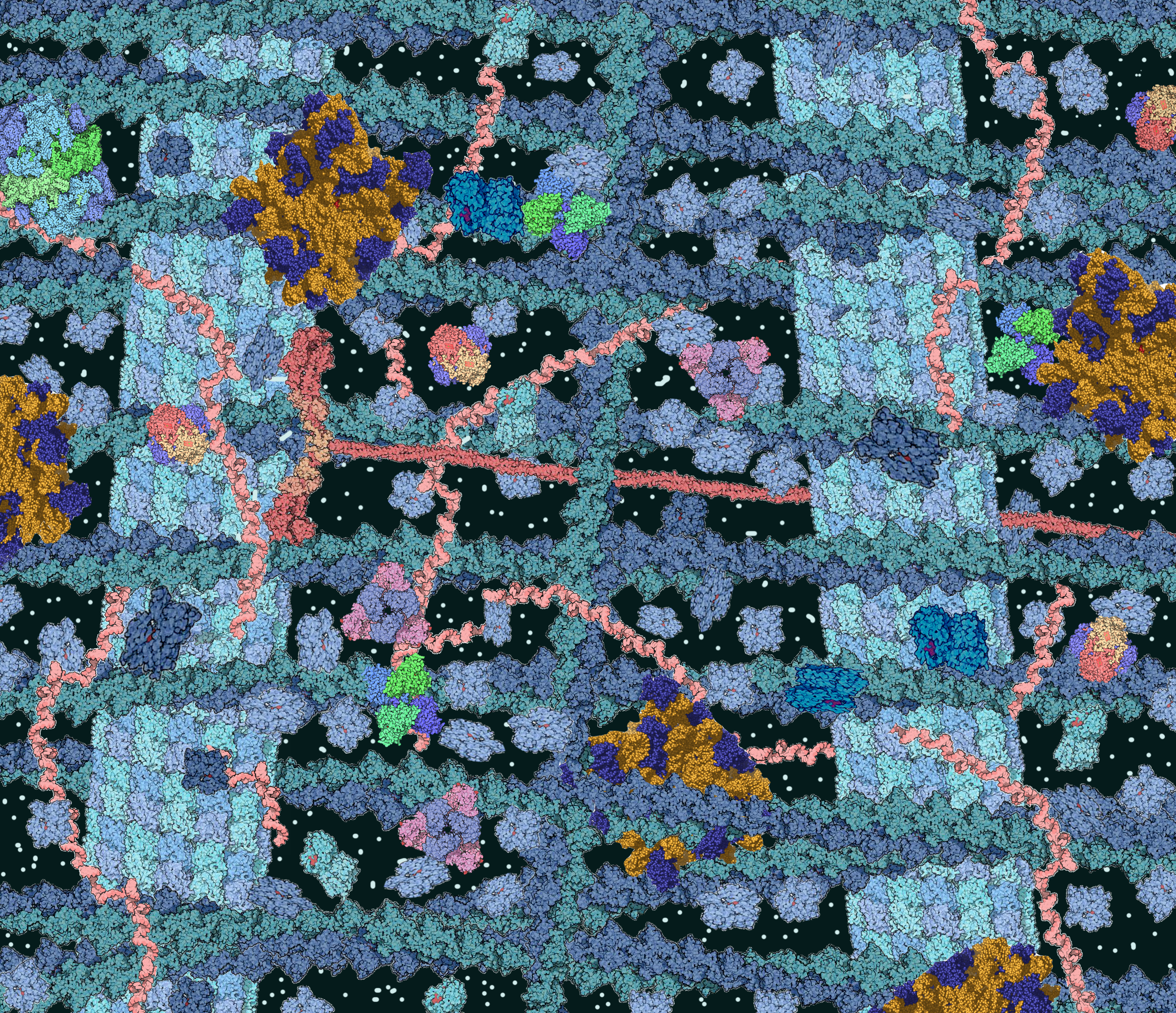
العصارة الخلوية محلول مزدحم للعديد من أنواع الجزيئات المختلفة التي تشغل ما يصل إلى 30٪ من حجم السيتوبلازم.

بسبب هذه الشبكة من الألياف والتركيزات العالية من الجزيئات الكبيرة الذائبة، مثل البروتينات، يحدث تأثير يسمى الازدحام الجزيئي الكبروي (macromolecular crowding)، وبالتالي لا تعمل العصارة الخلوية كمحلول مثالي. يغير تأثير الازدحام كيفية تفاعل مكونات العصارة الخلوية مع بعضها البعض.
يشار إلى الجزء الداخلي والحبيبي والأكثر سيولة من السيتوبلازم باسم السيتوبلازم الباطنة أو الإندوبلازم (endoplasm)، بينما يشار إلى الجزء الخارجي الرائق والثخين من السيتوبلازم باسم قشرة الخلية (cellular cortex) أو السيتوبلازم الخارجية أو الإكتوبلازم (ectoplasm).

### العُضَيّات
العُضَيّات (organelles)، والتي تعني الأعضاء الصغيرة، هي بنى داخل خلوية، مرتبطة بغشاء، ولها وظائف محددة. بعض العضيات الرئيسية المُعَلَّقة في العصارة الخلوية:
- الميتوكوندريا أو المتقدرات (Mitochondria)
- الشبكة السيتوبلازمية الباطنة أو الشبكة الإندوبلازمية  (Endoplasmic reticulum)
- جهاز غولجي (Golgi apparatus)
- الريبوزومات أو الجسيمات الريبية (Ribosomes).
- الفجوات (Vacuoles) و هي خاصة بالخلايا النباتية.
- المريكز أو الجسيم المركزي (centromere) و هو خاص بالخلايا الحيوانية.
- الجسيمات الحالة ( lysosomes)
- الحويصلات الإفرازية (Secretory vesicles).
- الإندوزومات أو الجسيمات الداخلية (Endosomes).
- الجسيمات البيروكسيدية أو المؤكسدة (Peroxisomes).
- الجسيمات المحللة للبروتينات (Proteasomes).
- البلاستيدات الخضراء أو الصانعات الخضراء (chloroplastids)و هي خاصة بالخلايا النباتية.

### المُكْتَنَفات السيتوبلازمية
المُكْتَنَفات ( Cytoplasmic inclusions) جزيئات صغيرة من مواد غير قابلة للذوبان معلقة في العصارة الخلوية. توجد مجموعة كبيرة من الشوائب في أنواع مختلفة من الخلايا ، وتتراوح من بلورات أكسالات الكالسيوم أو ثنائي أكسيد السيليكون في النباتات، إلى حبيبات مواد تخزين الطاقة مثل النشاء ،  و الجليكوجين،  و بولي هيدروكسي بوتيرات. تعد قطرات الدهون من الأمثلة الشائعة، وهي قطرات كروية تتكون من الدهون والبروتينات المستخدمة في كل من بدائيات النوى وحقيقيات النوى كطريقة لتخزين الدهون مثل الأحماض الدهنية والستيرولات. تشكل قطرات الدهون الكثير من حجم الخلايا الشحمية، وهي خلايا متخصصة لتخزين الدهون، ولكنها توجد أيضًا في مجموعة من أنواع الخلايا الأخرى.

## الوظائف
السيتوبلازم هو موقع العديد من التفاعلات الكيميائية الحيوية، و مهمة جدًا للحفاظ على الحياة، ومن أهم وظائفها:
- السيتوبلازم هو المكان الذي يحدث فيه توسع الخلية ونموها.
- توفر السيتوبلازم الوسط الملائم للإبقاء على العُضَيَّات مُعَلَّقّةً.
- يوفر الهيكل الخلوي للسيتوبلازم دعمًا هيكليًا للخلية ويعطيها شكلها وحركتها، كما يسهل أيضًا حركة العناصر الخلوية المختلفة ضمن الخلية.
- تقوم الإنزيمات الموجودة في السيتوبلازم باستقلاب الجزيئات الكبيرة إلى أجزاء صغيرة، بحيث يمكن أن تكون متاحة للاستخدام من العضيات الأخرى بسهولة مثل الميتوكوندريا.
- السيتوبلازم هو وسيلة نقل للمواد الجينية.
- تنقل السيتوبلازم الأوكسجين ونواتج التنفس الخلوي.
- تعمل السيتوبلازم كواقي يحمي المادة الوراثية للخلية وكذلك العضيات الخلوية من التلف الناتج عن الحركة والاصطدام بالخلايا الأخرى.
- العضيات السيتوبلازمية الموجودة في السيتوبلازم هي بنى متخصصة لها وظائف مثل التنفس الخلوي، تخليق البروتين، إلخ.
- المُكْتَنَفات السيتوبلازمية تمثل دهون وسكريات مخزنة لحين حاجة الخلية.
- تركيب السيتوبلازم يمنع تجمع العضيات الخلية على بعضها في مكان واحد بسبب الجاذبية والذي من شأنه أن يعيق وظيفتها.

## التدفق السيتوبلازمي
يحدث التدفق داخل السيتوبلازم بشكل غزير، من خلال الحركة الموجهة للعصارة الخلوية حول النواة أو الفجوات. يعد هذا التدفق مهمًا بشكل خاص في الكائنات الحية وحيدة الخلية الكبيرة مثل بعض أنواع الطحالب الخضراء، والتي يمكن أن يصل طولها إلى حوالي 10 سم. يعد التدفق السيتوبلازمي مهمًا أيضًا لوضع الصانعات الخضراء بالقرب من الغشاء البلازمي وذلك لتحسين التمثيل الضوئي. كذلك فإن هذا التدفق يضمن توزيع العناصر الغذائية عبر الخلية بأكملها. يُعْتَقَدُ انّ التدفق السيتوبلازمي يلعاب دورًا في تكوين دون الأحياز (sub compartments) الخلوية في بعض الخلايا، مثل بويضات الفأر، ويساهم أيضًا في تحديد مكان العضيات.

## الوراثة السيتوبلازمية
تُعَدُّ السيتوبلازم وسطًا مضيفًا لعُضَيَّتين تحتويان على جينومات خاصة بهما، وهما: البلاستيدات الخضراء والميتوكوندريا. تُورّث الأم هذه العضيات مباشرة بالمشيجة الأنثوية، وبالتالي تشكل جينات موروثة خارج النواة. تتكاثر هذه العضيات بشكل مستقل عن النواة وتستجيب لاحتياجات الخلية. وبالتالي، فإن الوراثة السيتوبلازمية أو خارج النواة تشكل خطًا وراثيًا غير منقطع لم يخضع للاختلاط أو إعادة التركيب مع الوالد الذكر.

## الجدل والبحث
إنّ السيتوبلازمَ والميتوكوندريا ومعظمَ العضيات مساهماتٌ أموميةٌ قادمة من الخلية العرسية الأنثوية (maternal gamete) . قد أظهر بحث جديد أنه السلوك المرن اللزج للسيتوبلازم يتحكم بحركة وتدفق العناصر الغذائية داخل وخارج الخلية عن طريق، ويعد مشعرًا للمعدل المتبادل لانكسار الرابطة داخل الشبكة السيتوبلازمية، على عكس المعلومات القديمة التي تتجاهل أي فكرة عن نشاط السيتوبلازم.
تظل الخصائص المادية للسيتوبلازم قيد الاستقصاء. ذُكرت ووُصفت طريقة لتحديد السلوك الميكانيكي لسيتوبلازم الخلية الحية في الثدييات بمساعدة ملاقط بصرية.